# Harald Wretman (författare)
Karl Harald Wretman, född 20 juli 1883 i Björkebergs församling i Östergötlands län, död 1 oktober 1940 i Sankt Matteus församling i Stockholm, var en svensk författare.
Harald Wretman var son till lantbrukaren Johan Fredrik Wretman och Mathilda Johansson. Han genomgick Linköpings högre allmänna läroverk samt Schartaus handelsinstitut och arbetade sedan inom försäkringsbranschen, bland annat vid Skandia. På senare år ägnade han sig framförallt åt författande, och utgav en rad pojkböcker.
Han var i sin ungdom framgångsrik gymnast och deltog i den kända Amerikafärden 1913. Han var också kapten i Landstormen.
Wretman var under åren 1912–1924 gift med Helga Nordström (1887–1974), dotter till lektorn Thor Nordström och Ida Halvorsen samt syster till Ingeborg Essén och Tora Nordström-Bonnier. De fick barnen Inga Wallberg (1913–1999) och Tore Wretman (1916–2003). Han gifte 1928 om sig med kansliskrivaren Helga Engwall-Wretman (1895–1988), dotter till godsägaren Josef Vilhelm Engwall och Charlotta Karolina Hasselblad, och de fick sonen Björn Wretman (1929–2012). Han är även farfar till Fredrik Wretman.
Wretman är begravd i Wretmans familjegrav på Norra begravningsplatsen i Stockholm.